# Джонсон, Джек (боксёр)
Джон Артур Джонсон (англ. John Arthur Johnson, более известный как Джек Джонсон, англ. Jack Johnson; 31 марта 1878, Галвестон, Техас, США — 10 июня 1946, Роли, США) — американский боксёр-профессионал, первый чернокожий чемпион мира в супертяжёлом весе.
В его честь в 1971 году Майлз Дэвис записал альбом «Tribute To Jack Johnson». В конце записи актёр Брок Питерс, изображая голос Джэка Джонсона, произносит: «Я — Джэк Джонсон, мировой чемпион в тяжёлом весе! И я чёрный!»

## Биография
Джонсон родился 31 марта 1878 года, третий ребенок из девяти, родившихся у Генри и Тины Джонсон, бывших рабов, которые работали уборщиками и посудомойками. Его отец служил гражданским возчиком в 38-м цветном пехотном полку Союза. Его сын описал его как "самый совершенный физический образец, который он когда-либо видел", хотя Генри остался с атрофированной правой ногой после службы в  Гражданской войне в США.
Выросший в Галвестоне, штат Техас, Джонсон пять лет учился в школе. В молодости Джонсон был хрупким человеком, хотя, как и от всех его братьев и сестер, ожидалось, что он будет работать.
Хотя Джонсон вырос на Юге, он сказал, что сегрегация не была проблемой в несколько уединенном городе Галвестон, поскольку все, кто жил в 12-м округе, были бедными и проходили через те же трудности. Джонсон вспоминает, как рос в "банде" белых мальчиков, в которой он никогда не чувствовал себя жертвой или исключенным. Вспоминая свое детство, Джонсон сказал: "Когда я рос, белые мальчики были моими друзьями и приятельницами. Я ел с ними, играл с ними и спал в их домах. Их матери угощали меня печеньем, и я ел за их столами. Никто никогда не учил меня, что белые люди выше меня".
Мать Джека Джонсона, Тина, оказала огромное влияние на жизнь Джека. Когда Джек был моложе, он был известен как трус, и его сестра Люси защищала его. После того, как Джек пришел домой в синяках и слезах, его мама предупредила его, что если его побьют в школе, то дома она выпорет его еще сильнее. Ее метод состоял в том, чтобы напугать его и дать ему усвоить урок о том, что ему нужно защищать себя. Джек получил урок, так как больше никогда не проигрывал в драке школьнику.

## Профессиональная карьера
До начала своей профессиональной деятельности работал разнорабочим на различных предприятиях. Но как только познакомился с миром бокса, стало ясно, что это его стихия. Несмотря на то, что Джонсон вышел на ринг в 16 лет, о его первых боях мало что известно. Джека прозвали «Гигант из Галвестона», а его болельщики афро-американцы — «Маленький Артур» и «Артурчик». На тот момент при росте 186,5 см его вес составлял около 88 кг.
Его карьера поначалу носила хаотичный характер, пока он в полной мере не овладел искусством бокса. Больше всего Джек Джонсон делал упор на тактике атак и на тайной обороне.
К 1906 году Джек Артур Джонсон уже провёл больше 50 встреч, при этом всего три раза проиграл. Джонсон победил таких сильных соперников, как Фрэнк Чайлз, Джордж Гарднер, Сэм Макви, Джо Жанетт, Джим Флинн и экс-чемпион мира Боб Фитцсиммонс.
В то время на ринге в тяжёлом весе правил канадский боксёр Томми Бёрнс, до того победивший Марвина Харта.

#### Бой с Сэмом Лэнгфордом
26 апреля 1906 года встретился на ринге с молодым, некрупным, но опасным тяжеловесом Сэмом Лэнгфордом. На тот момент 28-летний Джонсон приближался к пику своей карьеры и был на 13 см выше и на полтора десятка килограммов тяжелей своего 20-летнего соперника. Матч закончился убедительной победой Джонсона, пославшего Лэнгфорда в середине поединка в нокдаун. Сам Лэнгфорд потом говорил, что это был единственный раз за его карьеру, когда он был по-настоящему серьёзно побит.

#### Чемпионский бой с Томми Бёрнсом
Как бы ни хотелось «Артурчику» отобрать у Томми Бёрнса его титул, в Америке чернокожему боксёру приходилось нелегко. Опытный менеджер Джонсона Сэм Фитцпатрик видел только одну возможность у Джека — организовать встречу с Томми вне Америки, за её пределами. Такая возможность могла представиться во время одного из туров чемпиона.
Сам же Томми Бёрнс не очень стремился встретиться с «Гигантом из Галвестона», зная, что тот превосходит его в весе и на 14,5 см выше. Томми Бёрнс принял приглашение встретиться с Джеком Джонсоном с условием, что его потраченные на бой время и силы будут компенсированы материально.  В то время это была баснословная денежная сумма, которую ещё ни один боксёр не получал за поединок. Хуго Макинтош не придавал ни какого значения расовым предрассудкам, для него были важнее шансы прибыли. Конечно, рассчитывая на хороший куш, бизнесмен не прогадал.
26 декабря 1908 года на новом стадионе, только построенном в Сиднее, Томми Бёрнс вышел в квадрат ринга, а в противоположном углу его уже ждал Джонсон.
Несколько раундов понадобилось темнокожему боксёру, чтобы всё лицо Томми Бёрнса залила кровь. Джонсон не ставил перед собой целью быстро искромсать противника, он систематически изводил действующего чемпиона, вдобавок ко всему комментируя во всеуслышание всё происходящее на ринге. Бой был очевидно неравным, и зрители стали требовать остановки поединка, но рефери не спешил вмешиваться. Только к 14 раунду, после того как Бёрнс оказался под градом ударов противника,  вмешалась полиция и прекратила поединок.
Джек Артур Джонсон стал первым темнокожим обладателем самой престижной в мире награды. Многим американцам это не давало покоя.
Весь следующий год Джек доказывает своё право на обладание этой наградой, выходя победителем из всех предложенных ему поединков.

#### Бой с Джеймсом Джеффрисом
Ажиотаж вокруг этого боя был исключительно велик — было продано 15 760 билетов. Вознаграждение Джонсона составило немыслимую на то время сумму — 120000 долларов (Джеффрис получил 90000 долларов). Этот бой снимался на киноплёнку, и значительная часть доходов организаторов боя была получена от продажи права на киносъёмку. Однако надежда не сбылась. Внимание многих было обращено на другого героя ринга Джима Джеффриса. Но и этот уже растерявший свою силу и сноровку чемпион в поединке впервые побывал в нокдауне, а в 15 раунде бой был остановлен — Джонсон вновь одержал победу. Обязанности рефери в этом поединке выполнял Текс Рикард.
Джонсон сполна компенсировал своё унижение из-за цвета кожи — каждый раз, проводя комбинацию ударов, он громко и вежливо обращался к сопернику: «Я искренне надеюсь, Джефф, что не сделал тебе больно». Сразу же после поединка во многих штатах начались погромы, расисты линчевали 11 человек, а фильм, снятый во время боя, был запрещён к показу властями большинства штатов. Наиболее справедливо оценил результат боя сам Джеффрис. В интервью на следующий день после поединка он сказал следующее: «Как я ни старался, за весь бой мне так и не удалось попасть по Джеку. Если бы бой продолжался тысячу лет, я бы всё равно не достал его».

#### Бой с Джессом Уиллардом
5 апреля 1915 года в Гаване Джонсон встретился с Джессом Уиллардом. Джонсон имел преимущество в начале боя, но к 20 раунду силы начали оставлять 37-летнего боксёра, и в 26 раунде, пропустив правый апперкот, он оказался в нокауте.
Существует распространённое мнение, что Джонсон «лёг» под Уилларда, чтобы не сидеть в тюрьме. Позднее Джек якобы сознался в том, что имитировал нокаут. В качестве доказательства Джек показал фотографию, где, лёжа на помосте, прикрывает рукой глаза от яркого кубинского солнца. Неугомонный пропагандист бокса Нэт Флейшер много лет спустя получил от Джека Джонсона письменное признание, заверенное по всем правилам, что он «сдал» бой Уилларду за дополнительные 50000 долларов вознаграждения и упомянутое обещание амнистии. Надо отдать должное благородству Флейшера: он так никогда и не обнародовал признание Джонсона, заявив, что приобрёл этот документ лишь с той целью, чтобы он не попал в руки какому-нибудь менее щепетильному в вопросах чести журналисту. Таким образом, до сих пор этого признания никто не видел, а Флейшер скончался в 1972 году и унёс эту тайну с собой в могилу. Уже после смерти Флейшера некоторые из его соратников рассказывали, что сам Флейшер подозревал Джонсона в том, что тот попросту придумал историю о сдаче боя, чтобы продать письмо-признание и заработать на этом, а также реабилитировать себя за поражение. Существует киноплёнка с записью этого боя, беспристрастное свидетельство того, что Джек Джонсон явно лидировал на протяжении 20 раундов, но затем вдруг начал проявлять признаки нарастающей усталости и в итоге пропустил сильный удар соперника правой, который и поставил точку в поединке. Если бы Джек Джонсон действительно хотел сдать бой, вряд ли бы он стал боксировать целых 26 раундов. Кроме того, исследователи истории бокса обнаружили отчёт об этом бое, написанный обозревателем Ассошиэйтед Пресс сразу же после его окончания, в котором журналист с нескрываемым удивлением пишет о том, как Джонсон, до того неподвижно лежавший на полу ринга, живо вскочил на ноги, как только рефери произнёс «десять». Но вряд ли уже когда-нибудь удастся узнать, как всё было на самом деле.
Джонсон остался на ринге до последних дней своей жизни и всегда с удовольствием выходил на бой, всё с той же так раздражающей многих улыбкой, пока не разбился в автокатастрофе, которая произошла 10 июня 1946 года.

## Стиль и тактика ведения поединков
Судьбоносный для Америки боксёр, Джек Артур Джонсон обладал огромным техническим потенциалом и мощнейшими по своей силе ударами. Он внёс большой вклад в бокс, а также разработал тактику ведения боя на ринге. Благодаря ему бокс стали сравнивать с искусством. Джонсон — автор идеи предварительной разработки комбинационных действий и умелого маневрирования в квадрате ринга для создания хороших условий для успешного их проведения.

## Личная жизнь
У Джека Джонсона, помимо бокса, было ещё два увлечения: он любил белых женщин и быструю езду на хороших автомобилях. Джек был женат 4 раза, причём исключительно на белых женщинах.
Известный актёр и рестлер Дуэйн «Скала» Джонсон имеет фамилию, связанную с Джеком Джонсоном. Отец Дуэйна Джонсона, Уэйд Боулз, в середине 1960-х выступал под псевдонимом Рокки Джонсон, который он взял в честь Рокки Марчиано и Джека Джонсона. Вскоре после дебюта он юридически сменил имя и фамилию на свой псевдоним, фамилия Джонсон досталась и его сыну.

## Смерть
Джек погиб в автомобильной катастрофе 10 июня 1946 г. в штате Северная Каролина в возрасте 68 лет. Его автомобиль не вписался в поворот и врезался в телеграфный столб. В больнице Джек прожил ещё сутки. До самой смерти он сохранил свою необыкновенную улыбку, за которую его так любил Джек Лондон.